# Ariadne phemonoe
Ariadne phemonoe är en fjärilsart som beskrevs av Hans Fruhstorfer 1903. Ariadne phemonoe ingår i släktet Ariadne och familjen praktfjärilar. Inga underarter finns listade i Catalogue of Life.